# Eugatha
Eugatha là một chi bướm đêm thuộc họ Noctuidae.

## Các loài
- Eugatha thermochroa Hampson, 1911